# Peéry Piri

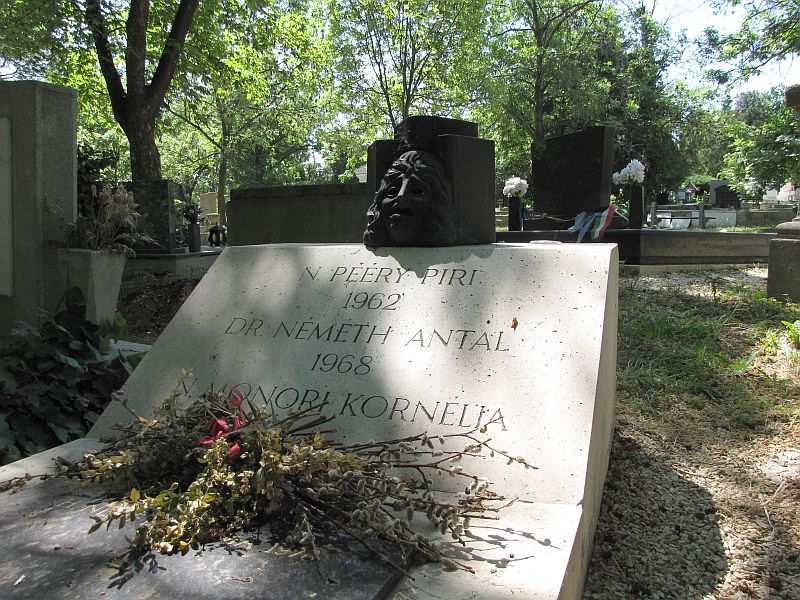
Peéry Piri és férje sírja a Farkasréti temetőben

Peéry Piri, eredeti neve: Mersich Piroska (Budapest, 1904. május 12. – Pécs, 1962. december 31.) magyar színésznő, író, forgatókönyvíró, műfordító.

## Életpályája
Mersich Ede (1875–1929) festő, statisztikai felügyelő és Juracsek (Kletner) Etel Jozefa szabónő lánya. Kereskedelmi iskolát végzett, ezután 1922-ben Rákosi Szidi színiiskolájába iratkozott be és 1923-ban a Várszínház színésze lett. 1924-ben feleségül ment Dr. Németh Antalhoz, 1924–1927 között nem szerepelt színpadon. 1927-ben Alapi Nándor Országos Kamara Színházának lett a tagja, majd 1928-ban a Szegedi Nemzeti Színházhoz szerződött, ahol 1931-ig játszott. 1932-től 1933-ig a Kamaraszínház tagja, 1933-ban és 1937-ben a Belvárosi Színház művésznője volt. 1933–1936 között és 1940-ben a Vígszínházban szerepelt, 1938-ban a Művész Színház és a Royal Színház színésznője volt. 1939-ben a Magyar Színház tagja, 1941–42-ben az Új Magyar Színházban játszott, majd 1948–49-ben ismét a Művész Színház és a Kis Kamara tagja volt. 1951-től az Ifjúsági Színház, majd az abból alakult Petőfi Színház és Jókai Színház tagja volt.

### Magánélete
Házastársa Németh Antal színházi rendező volt, akivel először 1925. június 20-án kötött házasságot, majd egy évvel később elvált tőle. 1929. július 26-án Budapesten, a Józsefvárosban másodszor is nőül ment hozzá.

## Színházi szerepei
- Déry Tibor: Itthon....özv. Borbiróné
- Shaw: Tanner John házassága....Whitefieldné
- Makarenko: Az új ember kovácsa....Varvara Bregelova
- Osztrovszkij: Az acélt megedzik....Pálinkafőzőnő
- Gárdonyi Géza: Egri csillagok....Vass Andrásné
- Aliger: Zója....Öregasszony
- Egri Viktor: Közös út....Öregasszony
- Klima: A szerencse nem pottyan az égből....Roucskova
- Hegedüs Géza: Mátyás király Debrecenben....Borosné
- Kisfaludy Károly: A kérők....Margit
- Bródy Sándor: A tanítónő....Nagyasszony
- Tamási Áron: Énekes madár....Köményné
- Szomory Dezső: Györgyike drága gyermek....Mikár Ferencné
- Jaroslav Hašek: Swejk....Müllerné
- Cao Jü: Felkelő nap....Ku-pa
- Hubay Miklós: C’est la guerte....A feleség
- Ilf és Petrov: Tizenkét szék....Jelena Sztanyiszlavovna
- Földes Mihály: Örök szerelem....Beáta
- Szabó Magda: Kígyómarás....Kémery Klára

### Egyéb színházi szerepei
- Henrik Ibsen: Solness építőmester....Hilda
- Hevesi Sándor: Elzevír....Zsemberi Magda
- George Bernard Shaw: Szent Johanna....Szent Johanna
- Molnár Ferenc: Liliom....Muskátné
- Oscar Wilde: Salome....Salome
- Heltai Jenő: Az ezerkettedik éjszaka....Fatumah asszony
- Franz Grillparzer: Medea....Medea

## Filmjei
- Ida regénye (1934) - Ottilia nővér
- Szent Péter esernyője (1935) - Panyóki Eszmeralda
- Az új földesúr (1935) - Natalie, nevelőnő
- A nagymama (1935) - Langó Szerafin
- A királyné huszárja (1936) - Stanzi, Nagy Marika nagynénje
- Magdát kicsapják (1938)
- 5 óra 40 (1939) - Morrisné, banki vezérigazgató felesége
- János vitéz (1939) - Iluska mostohája
- Fehérvári huszárok (1939) - Evelin, társalkodónő
- Rózsafabot (1940)
- Pénz beszél (1940) - Paula néni, rokon
- Egy csók és más semmi (1941) - Dr. Schőn Tóni, kémikus
- Egy tál lencse (1941) - Joci, Hekula Jónás jószágigazgató felesége
- Életre ítéltek! (1941) - Olivia, a lokál tulajdonosnője
- Egér a palotában (1942) - leánynevelő intézeti igazgatónő
- Szerelmi láz (1942) - Tassy Judit nagynénje
- Makacs Kata (1943) (forgatókönyvíró)
- Egy ember tragédiája (forgatókönyvíró, 1949)
- Vihar (1951)
- Ütközet békében (1952)
- Péntek 13 (1953)
- Föltámadott a tenger (1953) - székely asszony
- Körhinta (1955)
- Budapesti tavasz (1955)
- A 9-es kórterem (1955)
- Vasvirág (1958)
- Szent Péter esernyője (1958)
- A tettes ismeretlen (1958)
- Álmatlan évek (1959)
- Gyalog a mennyországba (1959)
- Vörös tinta (1960)
- Hosszú az út hazáig (1960)
- Fűre lépni szabad (1960)
- Megöltek egy lányt (1961)
- Dani (1962)

## Művei
- Postakocsi (1936)
- A bambusz-fejű esernyő (regény, 1937)
- Casanova Budán

## Műfordításai
- Mordo: Kezdhetjük elölről (1947)
- Manoir-Verhylle: Váltott lovaggal (1947)